# Peder Hjort
Peder Julius Nicolas Hjort (Tårnby, 19 luglio 1793 – Copenaghen, 11 novembre 1871) è stato un letterato danese.
Fu un convinto sostenitore di Adam Gottlob Oehlenschläger e avversario di Johan Ludvig Heiberg.
Studiò la letteratura e la religione danesi.

## Opere
- Contributo critico alla storia del pensiero danese moderno (1852-1867)
- Lettere scelte di uomini e donne (1868)